# Herewegviaduct
Het Herewegviaduct is een viaduct in de Nederlandse stad Groningen. Het is het oudste viaduct van de stad Groningen. Het viaduct overspant de spoorlijnen van Groningen in het westen naar het oosten (Leer en Veendam) en zuiden (Zwolle e.v.). Het viaduct vormt onderdeel van de Hereweg en loopt tussen de Herebrug in het noorden en de zuidelijke stadswijken Herewegbuurt en Rivierenbuurt.
Het viaduct werd bij een reconstructie in 1926 door architect Siebe Jan Bouma in samenwerking met beeldhouwer Willem Valk voorzien van haar huidige aanzien. Aan de vier zijden van het viaduct zijn door Valk abstract vormgegeven hardstenen trappartijen aangebracht die voor voetgangers toegang bieden tot de wegen eronder. Aan noord- en zuidzijde bevinden zich bordessen. Het viaduct wordt geflankeerd door fraai gedetailleerde smeedijzeren brughekken van de hand van Bouma in een mix van art-nouveau en Amsterdamse School. Het smeedwerk en de hardstenen elementen vormen een gemeentelijk monument.

## Geschiedenis

### Eerste Herewegviaduct
Het viaduct werd gebouwd in 1870, kort na de oplevering van Station Groningen bij de ingebruikname van de spoorlijn naar Assen. In 1897 werd de Tramweg-Maatschappij Zuidlaren – Groningen over het viaduct doorgetrokken naar het centrum van Groningen. Begin jaren 1920 werd deze tram vervangen door lijn 1 en 5 van de Gemeentetram Groningen.

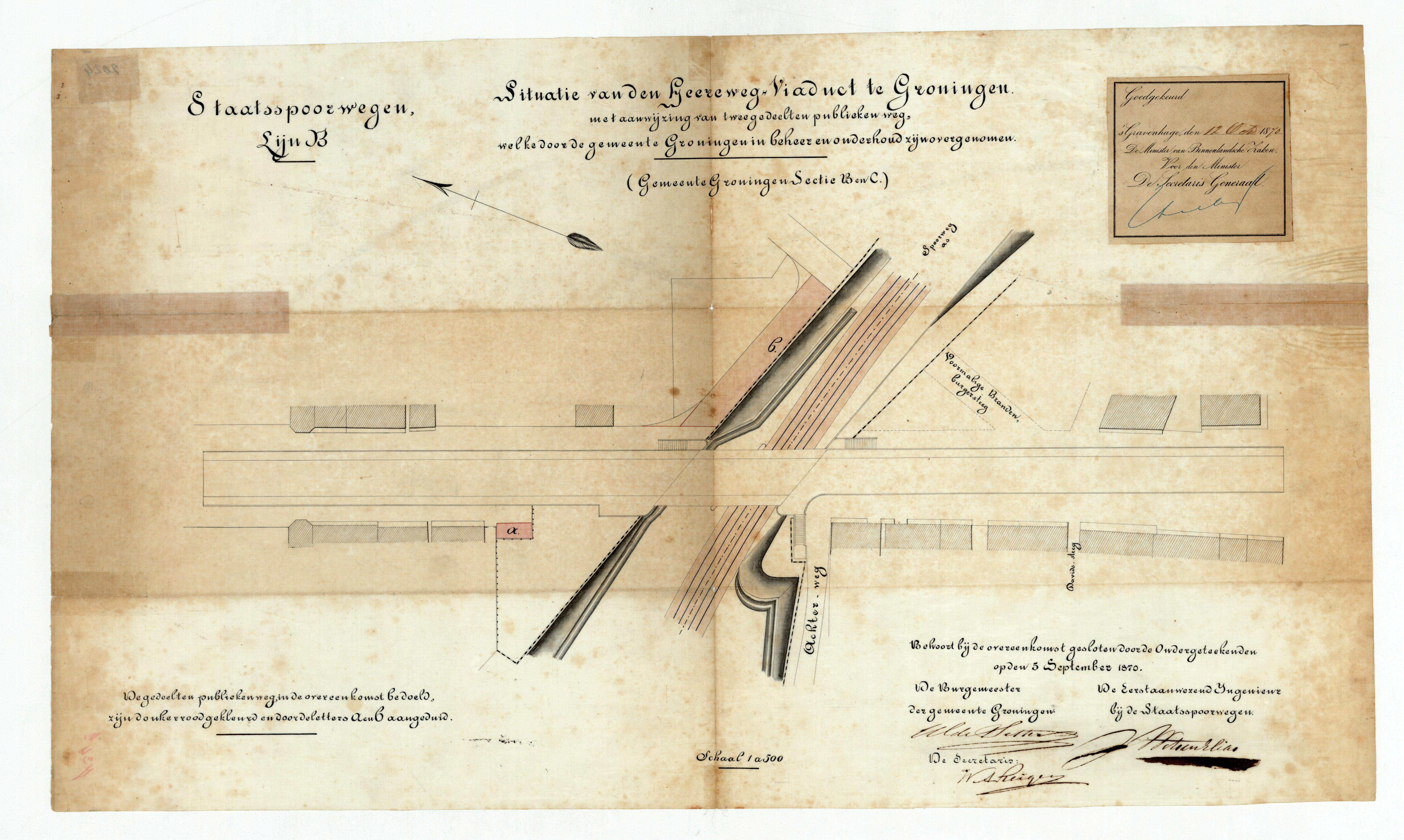
Tekening voor het eerste viaduct in 1870
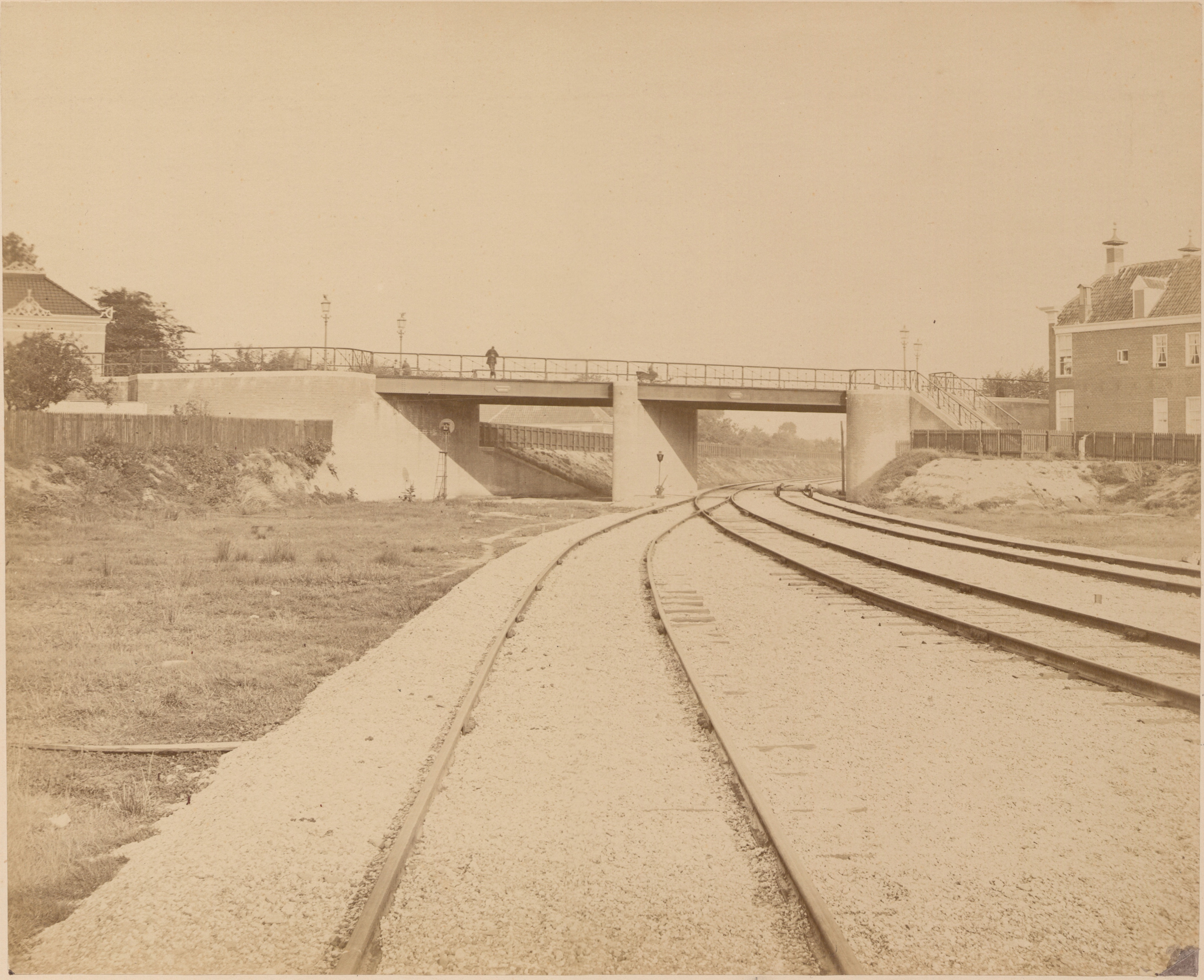
Het viaduct kort na de oplevering in 1870 (Von Kolkow)
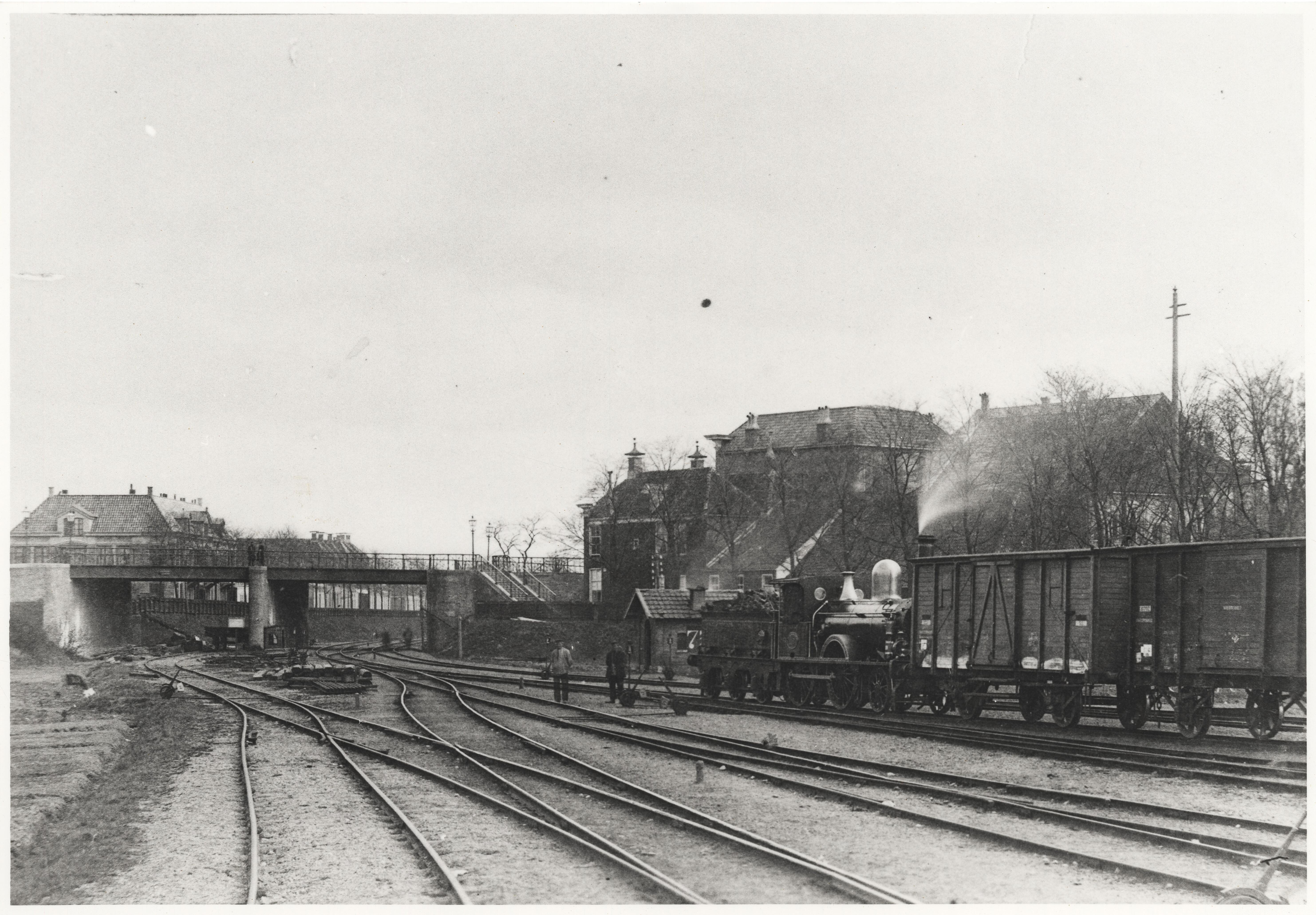
Het Herewegviaduct vanaf het spoor rond 1890
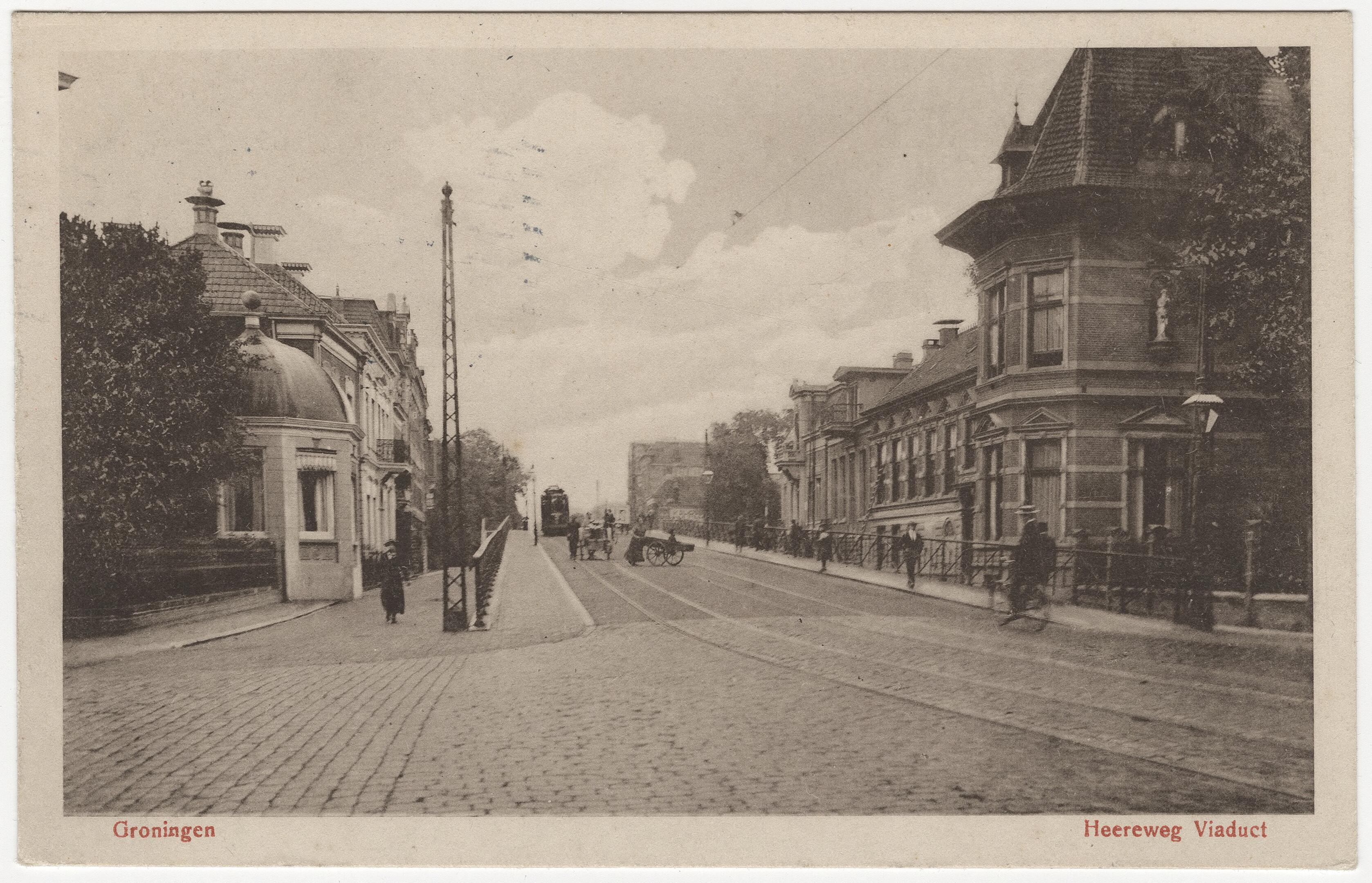
Toegang tot het viaduct vanaf de Herebrug rond 1910. De eerste gebouwen aan linker- en rechterzijde waren vroeger theekoepels.

### Tweede Herewegviaduct

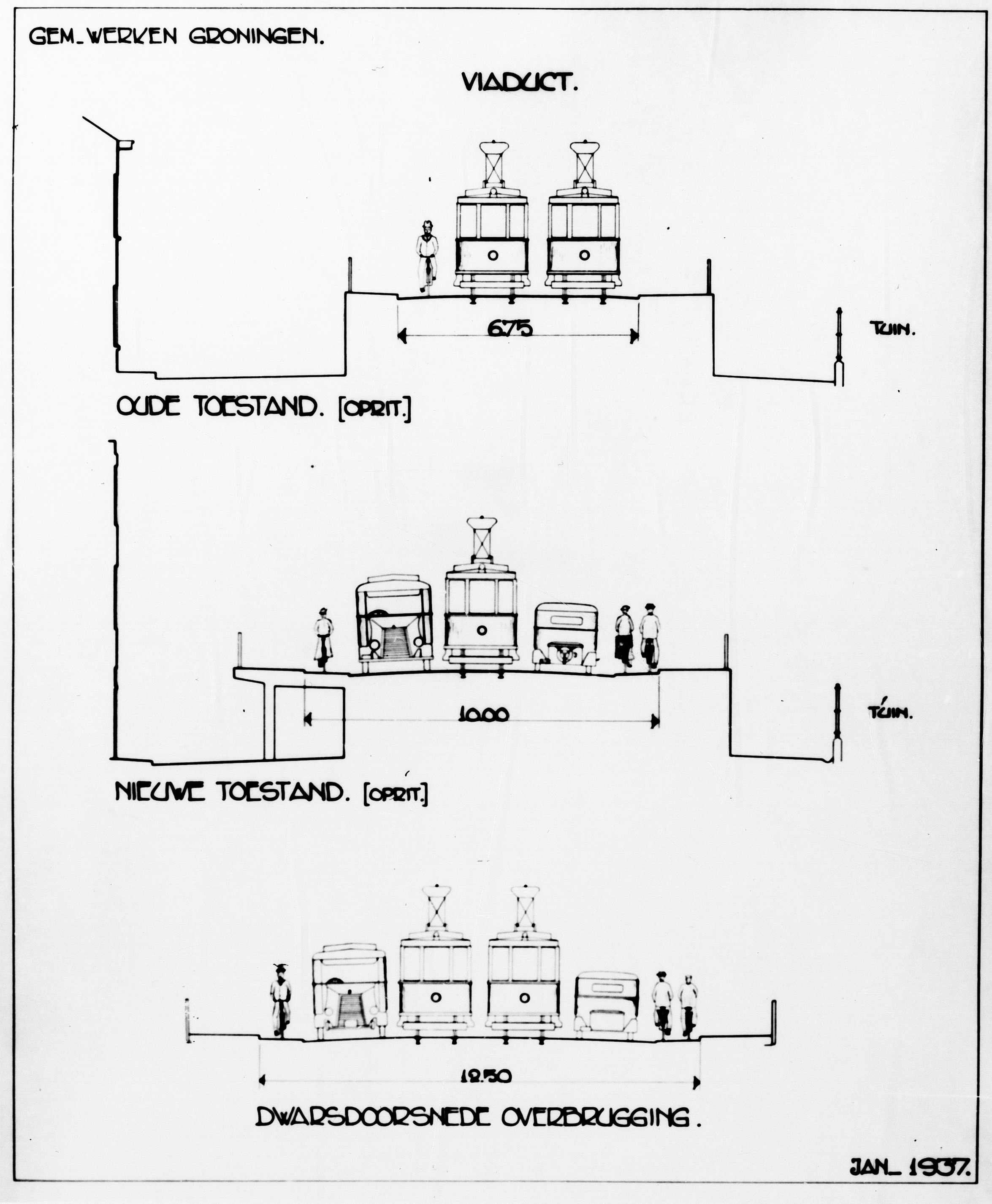
Dwarsdoorsnede van het viaduct in de oude en de nieuwe situatie in 1937 met de rijstroken voor de verkeersmiddelen.

In verband met het toegenomen verkeer en de ombouw van de tramlijnen tussen de Grote Markt en de Natte brug werd in 1926 en 1928 een groot wegenbouwproject uitgevoerd, waarbij onder andere het viaduct werd aangepast. Het viaduct werd hierbij in 1926 sterk vergroot en kreeg zo haar huidige uitstraling. De reeds enigszins vervallen onderbouw werd vervangen. Het oppervlak werd in het midden verbreed naar 16,5 meter om zo de tramwissels ook een plek te kunnen geven. Een deel van de verbreding werd verkregen door uitkraging. De opgangen vanuit het noorden en zuiden werden verlengd om de opgangshoek voor het verkeer terug te brengen naar 21 cm per meter. De kosten werden geraamd op 371.000 gulden.
Omdat het verkeer bleef groeien werden de beide tramlijnen 5 en 1 respectievelijk in 1939 en 1949 opgebroken en (in 1949) vervangen door lijn 1 van de Groningse trolleybus. In 1965 verdwenen de trolleybussen en werden de diensten voortaan uitgevoerd door bussen.
In april 1945 vormde het viaduct een van de aanvalsroutes van de Canadezen tijdens de Bevrijding van Groningen.
Begin jaren 1970 werden er plannen gemaakt voor het opnieuw verbreden van het viaduct, maar uiteindelijk werd dit niet doorgezet, mogelijk vanwege de perikelen in de Davidstraatbuurt. In 1973 ramde een rangerende personentrein het viaduct, waarbij drie pijlers doormidden werden geslagen en de enige resterende pijler zwaar beschadigd raakte. Het viaduct stortte toen bijna in en zakte aan een kant enkele centimeters naar beneden. Het vervangen van de 4 pijlers en het herstel aan het viaduct duurden twee maanden.
Begin jaren 1980 werd het viaduct in 3 fasen hersteld. In de loop der decennia versleet de brug echter steeds verder. Na een incident in 1988 waarbij een slippende auto een deel van het brughek wegsloeg, werd een onderzoek ingesteld naar de brug. Betonrot en verroeste staalconstructies leiden daarop in 1991 tot plannen om het te vervangen. Geldgebrek en onduidelijkheid over nieuwbouwplannen bij de Glaudépanden leidden toen echter tot uitstel. In 2002 vond een treinbotsing plaats waarbij het viaduct beschadigd raakte. Na een inspectie in 2007 werd besloten dat zware voertuigcombinaties van meer dan 45 ton niet meer over het viaduct heen mochten rijden en auto's niet meer langs de randen mochten rijden. Het voetpad onder het viaduct werd toen versterkt met stalen palen.
In 2011 werd na een inspectie waarbij schade aan het voegwerk en loszittend metselwerk naar voren kwamen een nieuw plan opgesteld om het viaduct te vervangen. Prorail dacht daarbij aan een hoger viaduct en de gemeente aan een even hoge fietsbrug (in verband met een anders te steile opgangshoek) met een autotunnel. Ook waren er een ideeën voor de aanleg van alleen een tunnel. Vanwege de grote druk die andere grote projecten (zoals de ombouw van het stationsgebied, de aanleg van een tunnel onder het spoor aan de Paterswoldseweg en de ombouw van de Zuidelijke Ringweg) op het omringende gebied zouden krijgen, werd in 2015 echter wederom besloten om de vervanging uit te stellen (tot 2028). De brug kreeg in plaats daarvan in 2015 een opknapbeurt, waarbij onder andere een geluidwerende asfaltlaag werd aangelegd.

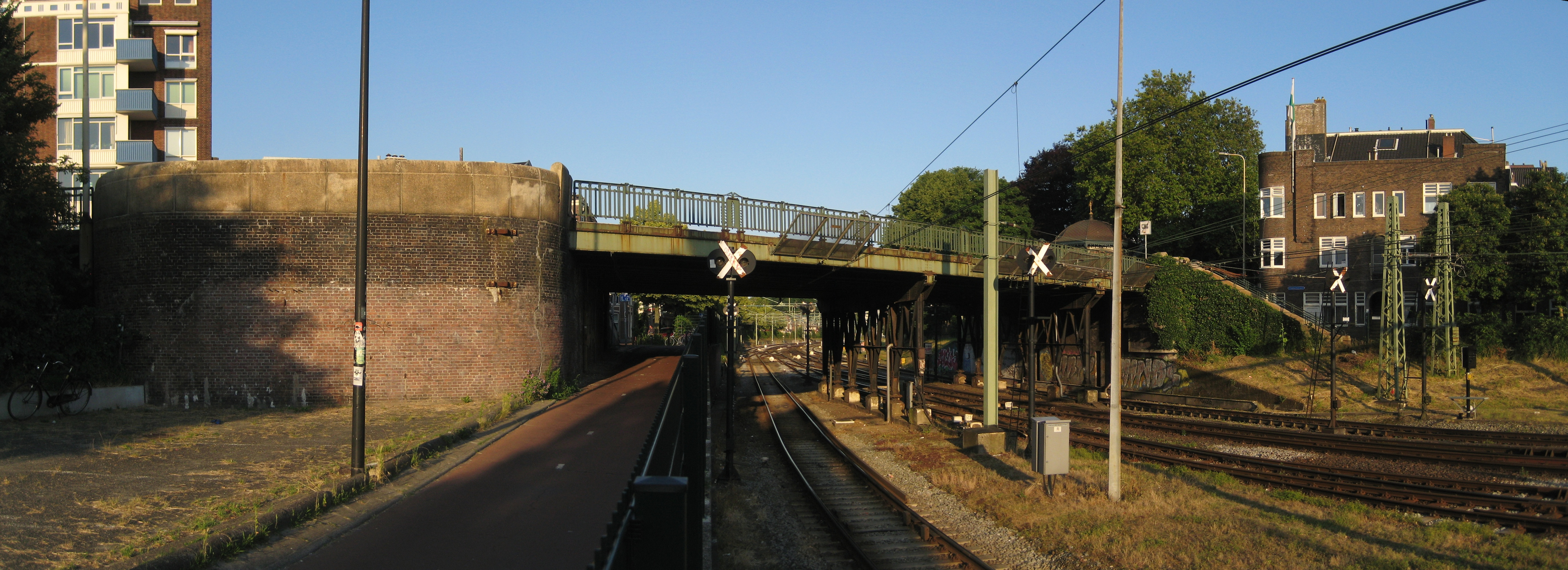
Het viaduct gezien vanuit de richting van het Station Groningen
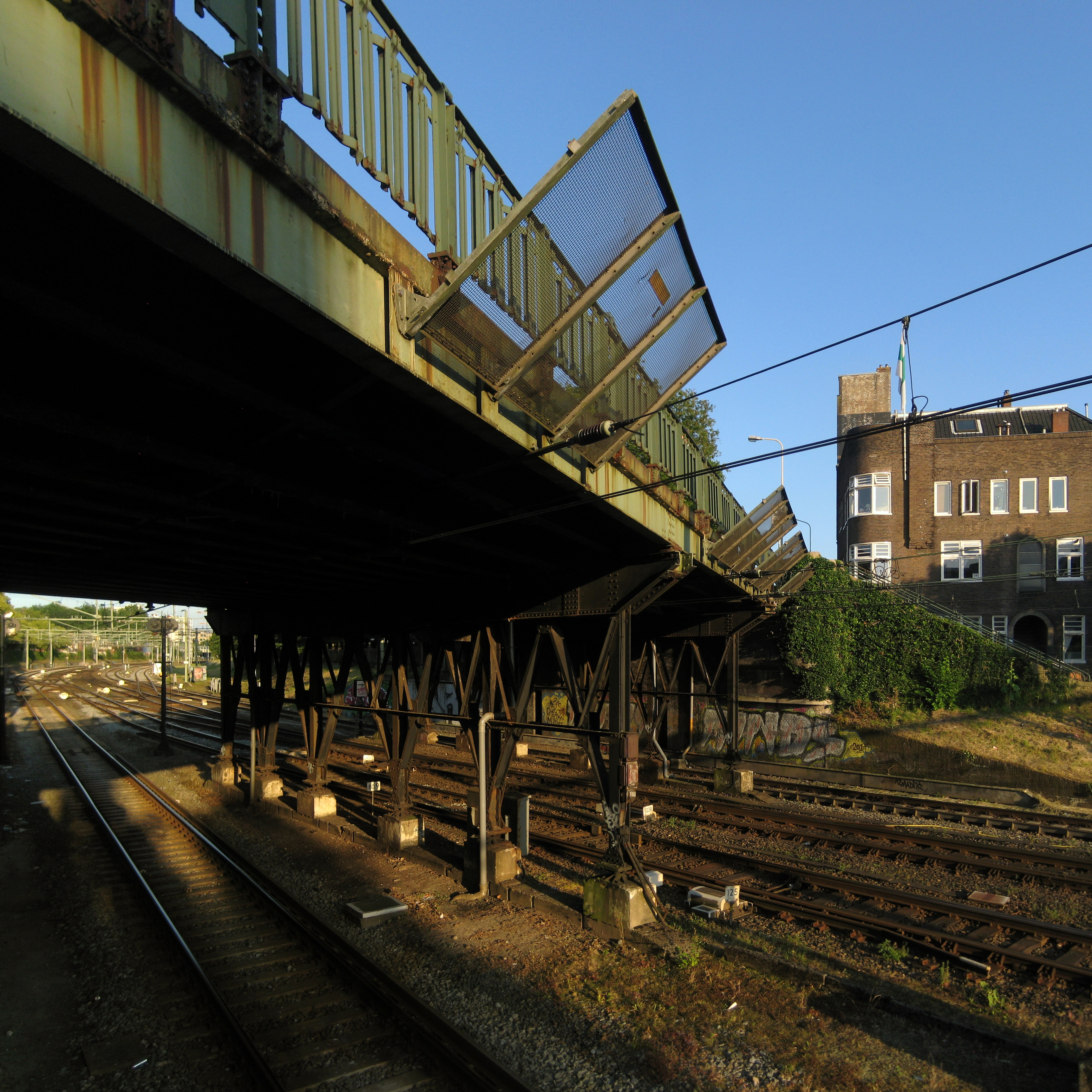
Close-up
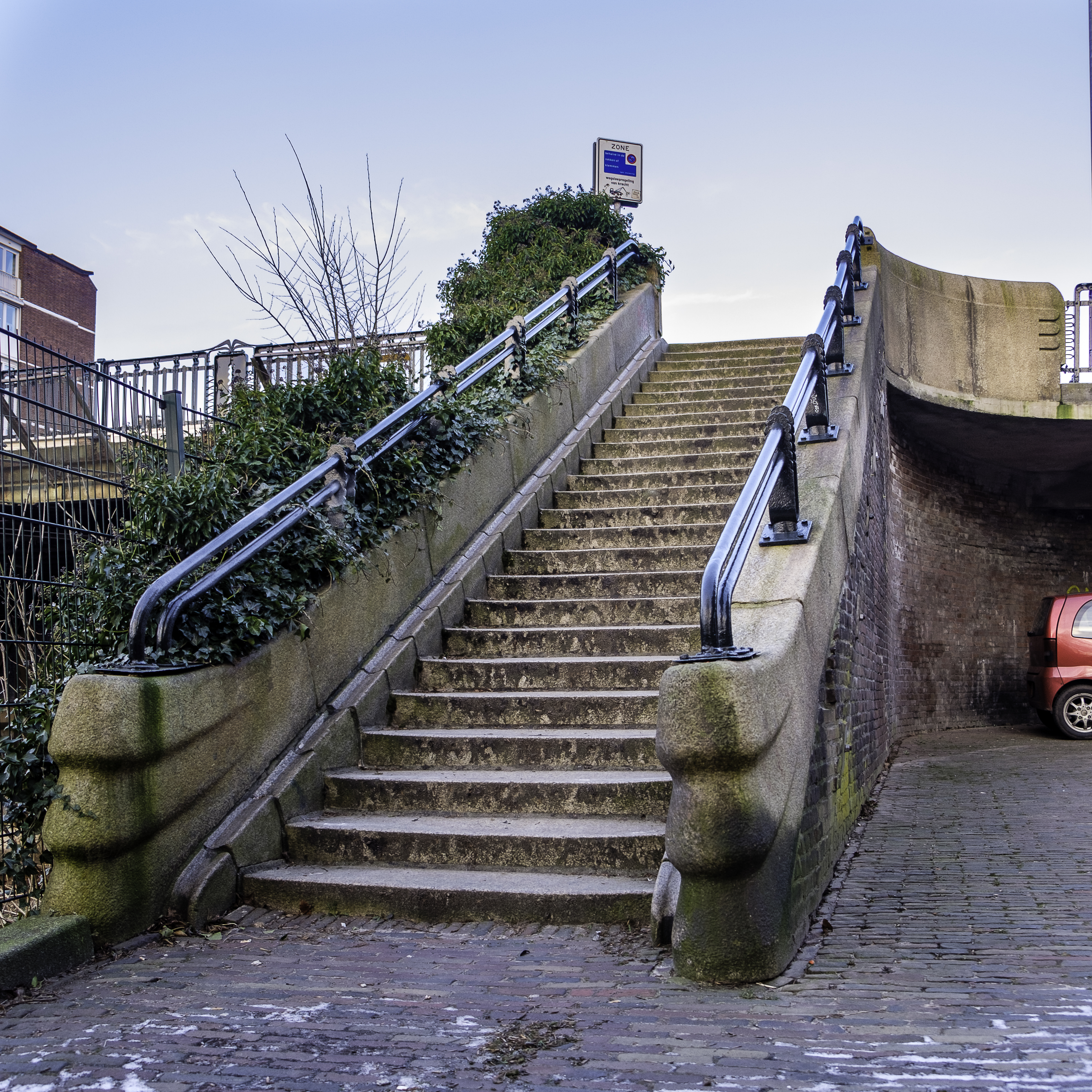
Trap vanaf de Viaductstraat
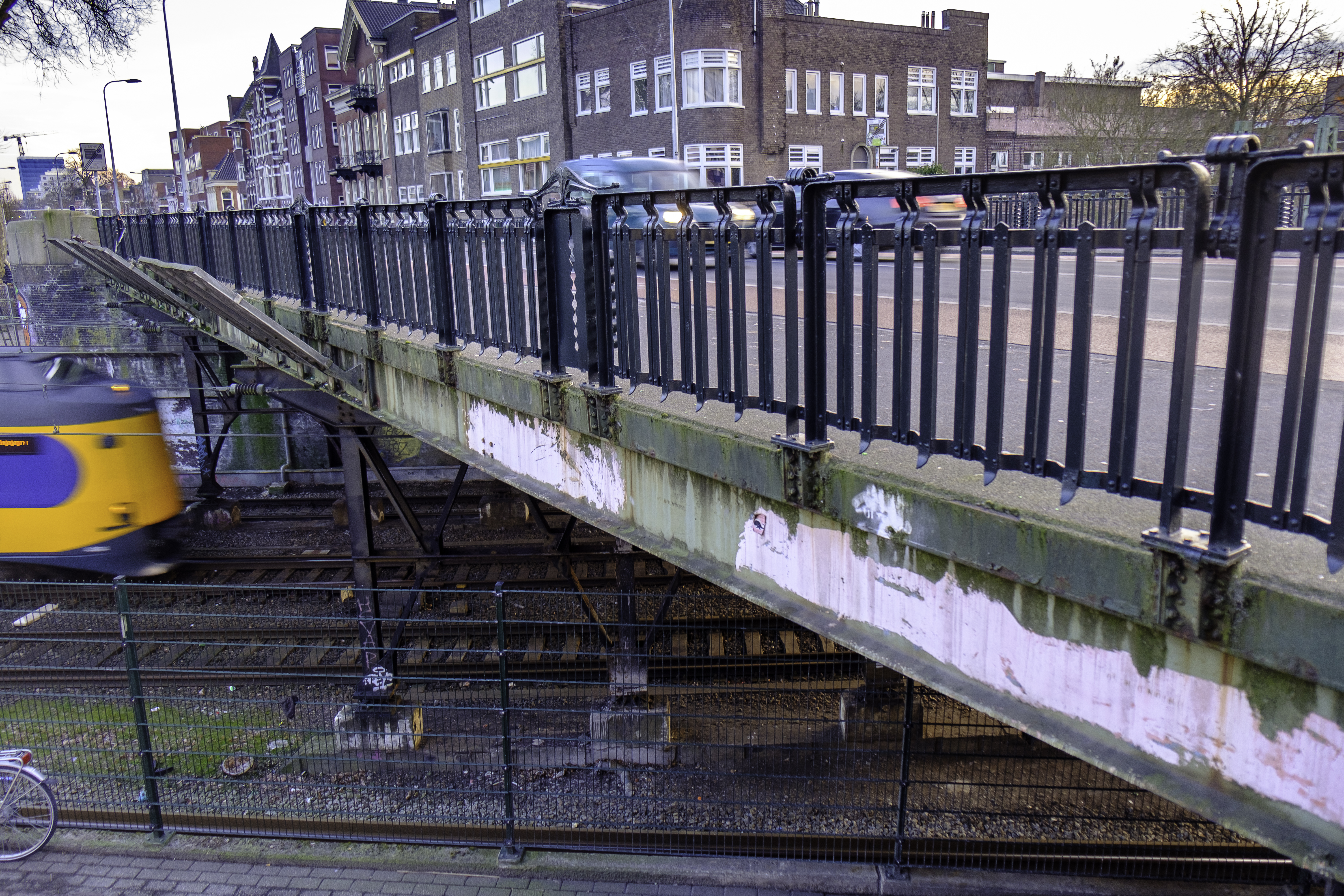
Smeedijzerwerk
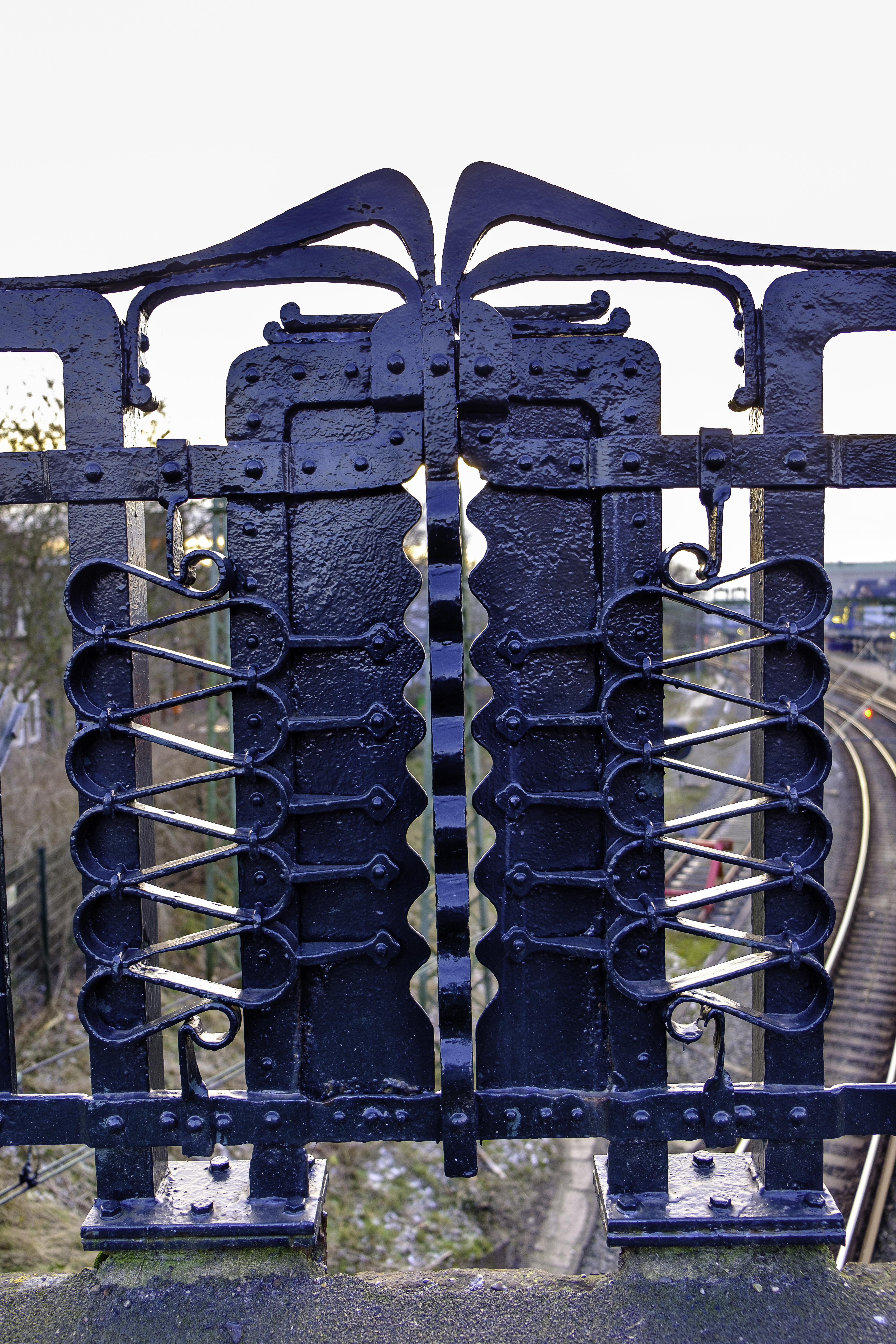
Detail smeedijzerwerk
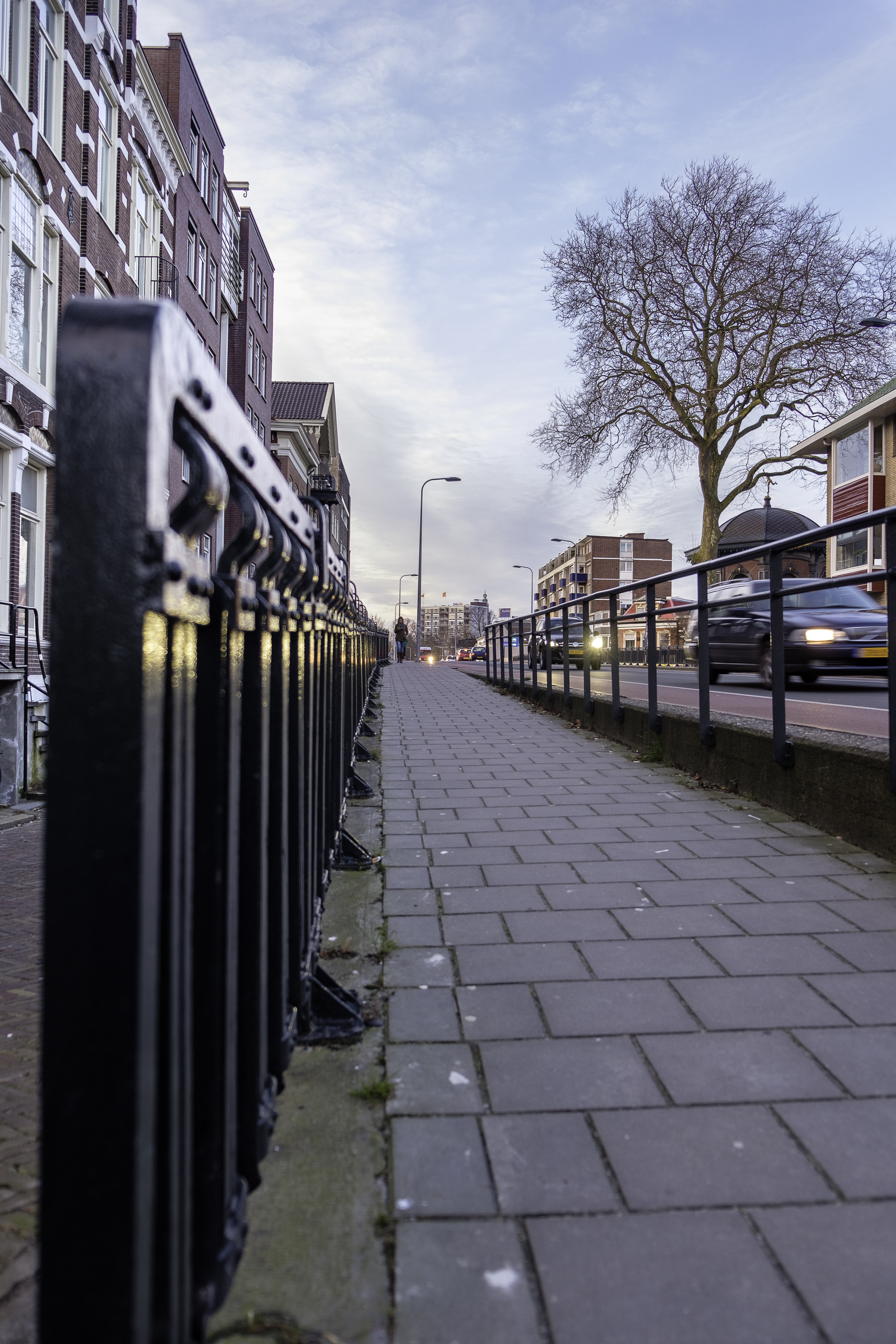
Opgang voor voetgangers vanaf de Hereweg